# Kaliningrad K-5
El K-5 (nombre OTAN: AA-1 "Alkali"), también conocido como RS-1U fue el primer misil aire-aire soviético.

## Historia
A finales de la década de 1940, en el marco de la Guerra Fría se iniciaron una serie de proyectos tendientes a incrementar las capacidades operativas de la Fuerza Aérea Roja y del Sistema de Defensa Aérea Nacional (PVO). El Politburó advertía que los EE. UU. comenzaban a desafiar el espacio aéreo de la URSS y la principal amenaza la constituían por entonces los bombarderos pesados nucleares estadounidenses.
En 1951 se ordenó comenzar con el diseño de los primeros misiles guiados aire-aire destinados a tareas de intercepción. Los diseñadores Grushin y Tomashevit diseñaron un primitivo misil que recibió la designación interna de K-5 (modelos prototipo), y su construcción fue encarada por el Buró de Diseño (OKB) número 4.
El OKB-4 integraba la Planta de Producción en Serie de Kaliningrad (Óblast de Moscú, posteriormente Molniya), que manufacturaba ya torretas artilladas y otros componentes para el bombardero estratégico Myasishchev M-4.
Los primeros disparos de pruebas se realizaron en 1955. Fue evaluado (pero no portado operativamente) por el Yakovlev Yak-25. El apego a las especificaciones solicitadas fue amplio: estaba diseñados para destruir bombarderos estratégicos grandes y poco maniobrables, a una distancia máxima de 6 kilómetros. Empleaba el sistema de guía de escalamiento de haz (ver misiles guiados). Esto significaba que el piloto debía apuntar y emitir con su radar un estrecho haz electromagnético sobre el objetivo, y el misil se dirigiría al centro de dicho haz. Una vez a una distancia adecuada, una espoleta de tipo óptico detonaría la potente ojiva de combate.
El arma entró en servicio como la designación oficial de RS-2U en 1957. La versión inicial estaba preparada para funcionar con el primitivo radar RP-2U (Izumrud-2) que dotaba los MiG-17PFU y MiG-19PM de entonces.
Las dificultades asociadas al sistema de guiado por escalamiento de haz, particularmente en los cazas monoplaza, fueron sustanciales: el 'Alkali' era casi imposible de emplear contra objetivos pequeños o en maniobra. La unidad de comando automatizado era poco fiable, y cualquier pérdida del contacto a través del primitivo radar valvular hacía que el misil perdiera el control y no pudiera recuperarlo.
Para 1959 se desarrolló una variante mejorada denominada K-5M o RS-2US, que entró en servicio con el PVO. Esta versión era compatible con el nuevo radar RP-9/RP-9U Safir que equipaba a los Sukhoi Su-9 que empleaba el Servicio de Defensa Aérea Nacional. La República Popular China, en tanto, desarrolló una copia propia con la designación PL-1, uno de sus primeros misiles, que demostraría ser de capital importancia para mejorar su capacidad misilística.
Ya para 1967 los problemáticos RS-2U habían sido reemplazados por una nueva versión mejorada: el R-55 ("Objeto 67" o "K-55" en su etapa de prototipo). Este reemplazaba la cabeza buscadora de radar dirigido por radio por una de guiado por radar semiactivo. Los R-55 fueron producidos en series durante la década 1967–77 por el Equipo Almaz (actualmente, Vympel. El equipo Almaz se encargó de desarrollar una versión del misil que empleaba buscadores infrarrojos desarrollados para su misil K-13 (AA-2 Atoll), y espoletas de radar en lugar de las ópticas. Todos estos cambios constituyeron un esfuerzo para mejorar el desempeño de objetivos pequeños, el cual se había reportado como mediocre. Esta última variante, de muy poco uso, recibió la designación R-55M.
El arma pesaba 7,8 kg (17,2 lb) más que el K-5, pero tenía una ojiva menor de 9,1 kg (20,1 lb). El K-55 estuvo en servicio hasta 1977, probablemente retirado con los últimos interceptores Sukhoi Su-9.

### Características
El RS-2US tenía forma de cono truncado algo más agraciada, cuerpo fusiforme, con alas y aletas para su control, dispuestas en cruz. Podía alcanzar Mach 2.5 y era capaz de batir blancos a una altura que variaba de 2.500 a 16.500 m .
El Grushin/Tomashevit RS-2U (que recibió las designaciones internas R-5MS o K-5MS y con el código OTAN de AA-1 Alkali) podía ser disparado por el MiG-17PFU, el MiG-19PM, el Su-9, además de por el Chino J-6B (PL-1/PL-2)